# Manuel Gulde
Manuel Gulde (ur. 12 lutego 1991 w Mannheimie) – niemiecki piłkarz grający na pozycji obrońcy.

## Życiorys
Jest wychowankiem TSG 1899 Hoffenheim. W czasach juniorskich trenował także w SC Pfingstberg-Hochstädt i VfL Neckarau. 1 lipca 2009 dołączył do seniorskiego zespołu Hoffenheim. W Bundeslidze zadebiutował 24 stycznia 2010 w przegranym 0:3 meczu z Bayerem 04 Leverkusen. Do gry wszedł w 75. minucie, zmieniając Carlosa Eduardo. 1 lipca 2012 został piłkarzem SC Paderborn 07. W latach 2013–2016 grał w Karlsruher SC. 1 lipca 2016 odszedł za 1,2 miliona euro do SC Freiburg.